# Jicarillas
Pour les articles homonymes, voir Jicarilla (homonymie).
Les Jicarillas (espagnol : [xikaˈɾiʝa], jicarilla : Jicarilla Dindéi) sont un groupe d'Apaches vivant dans le Sud-Ouest des États-Unis. Le terme jicarilla vient de l'espagnol mexicain et signifierait « petit panier ».
Pour les groupes apaches voisins, tels que les Mescaleros et les Lipans, ils étaient connus sous le nom de Kinya-Inde (« Les gens qui vivent dans des maisons fixes »).

## Histoire

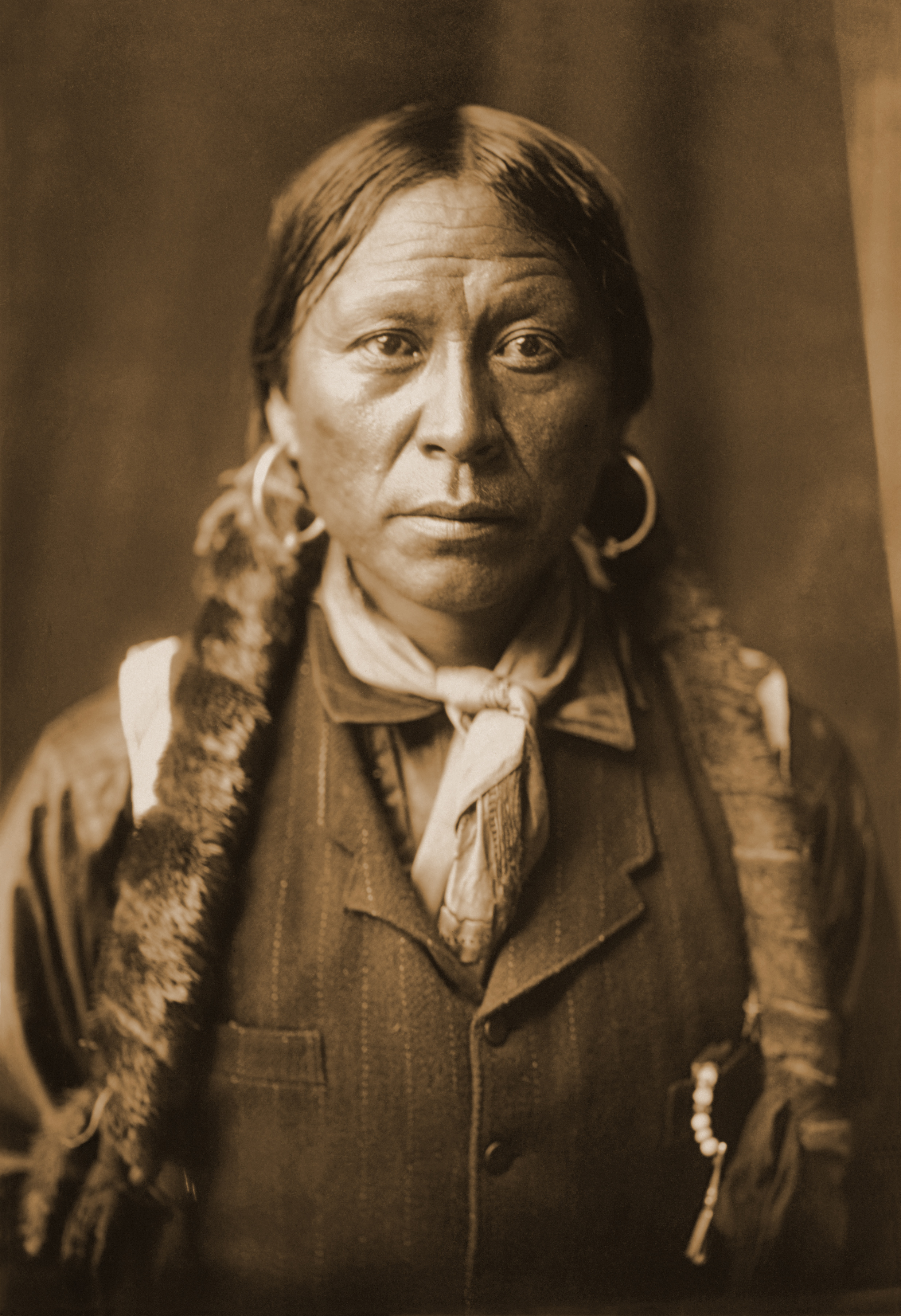
Un Jicarilla photographié par Edward S. Curtis vers 1904.

## Personnes notables

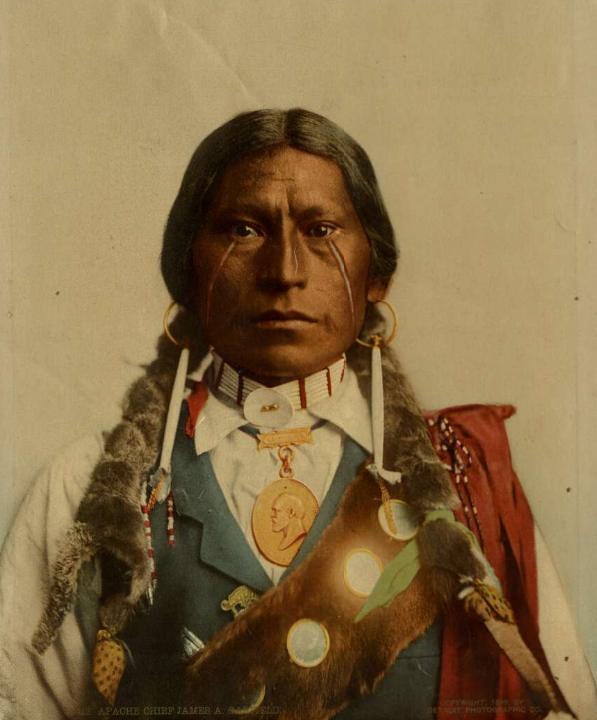
Le chef James Garfield Velarde.

- James Garfield Velarde (en), chef du XIXe siècle, représenté sur la couverture du single She Sells Sanctuary du groupe The Cult
- Francisco Chacon (en), chef du XIXe siècle, chef du soulèvement de Jicarilla en 1854
- Flechas Rayadas (en), chef du XIXe siècle, impliqué dans le soulèvement de Jicarilla en 1854
- Lobo Blanco (en), chef du XIXe siècle tué en 1854
- Viola Cordova (en) (née en 1937), philosophe
- Tammie Allen (en) (née en 1964), potière